# 不花帖木儿 (诗人)
不花帖木儿（?—?），元朝诗人，字惪新，一作德新，出身西域高昌畏兀儿人，生活在元成宗至元顺帝年间。
不花帖木儿出自高昌回鹘王国的贵戚，自署“北庭不花帖木儿”。杨维桢《西湖竹枝集》称他是“国族，居延王孙”。倪瓒有一篇《赋居延王孙德新小隐轩》。不花帖木儿有文采，工诗善书法。他的诗清新隽永，语言流畅顺达，词浅意深，喻意深长，以写景诗为最。杨维桢称赞他“以世胄出入贵游间，而无裘马声色之习，所为诗落笔有奇语”。诗作传世很少。代表作有《绝句》、《西湖竹枝词》等。《绝句》以深秋落叶寄托了宫人想要挣脱宫廷寂寞生活束缚的感情。《西湖竹枝词》以桃杨花落比喻人们对待爱情的真挚与虚假。除了《西湖竹枝集》，马和之《瑶池醉归图》题诗的自署也有他的生平记载。